# Laros 31
LAROS-31 (Ларос-31) — спортивно-пилотажный самолёт разработки КБ Ларос. За основу взят Су-31.

## Лётно-технические характеристики
| Лётно-технические характеристики спортивно-пилотажного самолёта              |                    |
| Максимальная скорость горизонтального полёта, км/ч                           | не менее 320       |
| Максимальная скорость пилотирования, км/ч                                    | 400                |
| Предельная скорость полёта, км/ч                                             | не менее 450       |
| Посадочная скорость                                                          | 120-130            |
| Практический потолок, м                                                      | 4000               |
| Длина разбега, м                                                             | 250                |
| Длина пробега по грунту, м                                                   | не более 400       |
| Масса пустого самолёта, кг                                                   | не более 700       |
| Диапазон эксплуатационных перегрузок                                         |                    |
| Угловые скорости вращения должны быть не менее 6 рад/с в диапазоне скоростей | от 120 до 300 км/ч |
| Дальность полёта в перегоночном варианте, км                                 | 1000               |
| Продолжительность непрерывного перевёрнутого полёта, мин                     | 2                  |
| Расход топлива при пилотаже, л/ч                                             | 100-110            |
| Расход топлива при перелёте на скорости 200—250 км/ч, л/ч                    | 40-50              |